# Hôtel Ourscamp
Hôtel Ourscamp je městský palác v Paříži ve čtvrti Marais. Nachází se na křižovatce Rue François-Miron a Rue Geoffroy-l'Asnier ve 4. obvodu.

## Historie
V roce 1248 získali cisterciáci z kláštera Notre-Dame d'Ourscamp darem pozemky mezi Rue François-Miron a Rue Geoffroy-l'Asnier v Paříži a postavili zde dům. Ten byl koncem 16. století, pravděpodobně kolem roku 1585, přestavěn.
Během Francouzské revoluce byl klášter znárodněn, dům prodán a sloužil drobným obchodníkům.
Během první poloviny 20. století pokračovala stavební degradace a dům se nacházel v prostoru určeném k asanaci. V říjnu 1961 hrozila demolice skupině budov na Rue François-Miron, včetně paláce Ourscamp. Asociace pro záchranu památek Paris historique se postavila proti tomuto opatření a navrhla, aby zde byly umístěny její kanceláře. Město změnilo své rozhodnutí a rozhodlo o obnově starých domů s výjimkou paláce Ourscampu, který byl v příliš špatném stavu. Palác byl proto přenechán sdružení, aby samo zajistilo jeho obnovu. Asociace Paris historique renovovala palác Ourscamp díky dobrovolníkům a dům dnes slouží jako sídlo sdružení. 
Fasáda a střechy, schodiště a sklepení jsou od roku 1966 chráněny jako historická památka.

## Architektura
Původní cisterciácký dům byl postaven z kamene, se sklepem o rozloze 200 m2, sloupovou síní v přízemí a několika patry. Dům mniši využívali jako sklad zboží vyrobené v jejich klášteře, které prodávali v Paříži. Část prostor nejspíš pronajímali též obchodníkům a řemeslníkům.
Vzhled domu pochází z roku 1585. Palác tvoří hlavní budova s kamennou bosáží na ulici. Do dvora vedou dvě menší křídla. Dům má dvě patra a střechu ve dvou úrovních. Dva vikýře v první úrovni střechy mají štíty ve stylu 16. století.